# لورنزو مونتیپو
لورنزو مونتیپو (انگلیسی: Lorenzo Montipò؛ زادهٔ ۲۰ فوریهٔ ۱۹۹۶) بازیکن فوتبال اهل ایتالیا است که در پست دروازه‌بان به طور قرضی از بنونتو برای باشگاه هلاس ورونا در سری آ بازی می‌کند.
از باشگاه‌هایی که در آن بازی کرده‌است می‌توان به باشگاه فوتبال نووارا و باشگاه فوتبال روبور سیه‌نا اشاره کرد.
وی همچنین در تیم‌های ملی فوتبال زیر ۱۸ سال ایتالیا، زیر ۱۹ سال ایتالیا، زیر ۲۰ سال ایتالیا، و زیر ۲۱ سال ایتالیا بازی کرده‌است.